# Heteronyx alienus
Heteronyx alienus är en skalbaggsart som beskrevs av Blackburn 1892. Heteronyx alienus ingår i släktet Heteronyx och familjen Melolonthidae. Inga underarter finns listade i Catalogue of Life.